# Płomień-60 (mina)
Płomień-60 – mina sygnalizacyjno-oświetleniowa stosowana między innymi w Wojsku Polskim.

## Charakterystyka
Przeznaczenie
Miny sygnalizacyjne Płomień-60 przeznaczone są do oświetlania terenu i uprzedzenia wojsk własnych o zbliżaniu się nieprzyjaciela lub przenikaniu jego grup przez teren, w którym jest  ustawiona. Ustawia się je w celu osłony zapór minowych, drutowych, zawał leśnych, skrytych podejść oraz obiektów o znaczeniu wojskowym, położonych przed przednim skrajem obrony i w jej głębi. Ponadto mogą być ustawione na odcinkach słabo obsadzonych przez własne pododdziały oraz na stykach i skrzydłach pododdziałów będących w obronie. 
Budowa
Mina sygnalizacyjna Płomień-60 składa się z kadłuba z tworzywa sztucznego, w którym umieszcza się typowy nabój oświetlający 26 mm, a w dolnej jego części mechanizm uderzeniowy zapalnika. Kadłub ma dwie zewnętrzne średnice, służące do dogodnego umocowania go w uchwycie. W górnej części kadłub zamyka pokrywa, ochraniająca nabój przed wpływami atmosferycznymi.
Działanie miny
Po wyciągnięciu zawleczki bojowej, zwolniona iglica pod działaniem sprężyny uderza w spłonkę zapalającą naboju oświetlającego, który wyrzucony na wysokość 65–80 m oświetla teren w czasie 6–9 sekund.